# Hòa Lạc, Đức Thọ
Hòa Lạc là một xã thuộc huyện Đức Thọ, tỉnh Hà Tĩnh, Việt Nam.
Tên của xã được ghép từ tên của hai xã cũ là Đức Hòa và Đức Lạc.

## Địa lý
Xã Hòa Lạc nằm ở phía tây huyện Đức Thọ, có vị trí địa lý:
- Phía đông giáp xã Tân Dân
- Phía tây giáp huyện Hương Sơn và huyện Vũ Quang
- Phía nam giáp xã Đức Đồng
- Phía bắc giáp xã Tùng Ảnh.

Xã Hòa Lạc có diện tích 16,31 km², dân số năm 2018 là 5.663 người, mật độ dân số đạt 347 người/km².
Đường sắt Bắc – Nam chạy qua địa bàn xã, có ga Đức Lạc và tỉnh lộ 5 nối đường 8 lên huyện Vũ Quang.

## Lịch sử
Địa bàn xã Hòa Lạc hiện nay trước đây vốn là hai xã Đức Hòa và Đức Lạc thuộc huyện Đức Thọ.
Trước khi sáp nhập, xã Đức Hòa có diện tích 8,44 km², dân số là 2.542 người, mật độ dân số đạt 301 người/km². Xã Đức Lạc có diện tích 7,87 km², dân số là 3.121 người, mật độ dân số đạt 397 người/km².
Ngày 21 tháng 11 năm 2019, Ủy ban Thường vụ Quốc hội ban hành Nghị quyết số 819/NQ-UBTVQH14 về việc sắp xếp các đơn vị hành chính cấp xã thuộc tỉnh Hà Tĩnh (nghị quyết có hiệu lực từ ngày 1 tháng 1 năm 2020). Theo đó, sáp nhập toàn bộ diện tích và dân số của hai xã Đức Hòa và Đức Lạc thành xã Hòa Lạc.

## Văn hóa
- Đình Đồng Lạc
- Nhà thờ họ Hòa Yên ở rú Vua (thuộc xứ giáo các họ Đồng Cường)

## Kinh tế
Trên địa bàn xã có chợ Nướt tại thôn Tân Thượng. Chợ họp vào buổi sáng các ngày 3, 6, 9, 13, 16, 19, 23, 26, 29 (âm lịch), là nơi buôn bán chủ yếu cho xã và các xã lân cận.